# Бук (Ліський повіт)
Бук (пол. Buk) — село в Польщі, у гміні Тісна Ліського повіту Підкарпатського воєводства. Знаходиться на прадавній етнічній український території. 
Населення — 41 особа (2011).

## Розташування
Розташоване в долині річки Солінка серед гірських пасом Західних Бескидів, недалеко від кордону зі Словаччиною і Україною.
Село розташоване за 6 км на північний схід від с. Тісни, за 26 км на півні від м. Лісько.

## Історія
Ймовірно, території були населені русинами ще за часів Київської Русі.
З 1772 р. до 1918 року в складі Австро-Угорщини.
На початку XX ст. в регіоні переважно жило українське населення. З листопада 1918 по січень 1919 тут існувала Команчанська Республіка.
В період 1945 - 1946 рр. в цьому районі тривала боротьба між підрозділами УПА та польськими й радянським військами. Українське населення було насильно переселене на територію СРСР в 1946 році. Родини, яким вдалось уникнути переселення, 1947 року під час Операції Вісла були вивезені на територію північної і західної Польщі. Після виселення етнічного населення, територія села була практично безлюдна.
У 1975-1998 роках село належало до Кросненського воєводства.

### Церква
В часи І Речі Посполитої в селі була своя греко-католицька парафіяльна церква. Останнім парохом був о. Григорій Чанський (Grzegorz Trzcianski). Він служив з 1778 р. і помер 1-го червня 1819 р. у віці 67 років. Після його смерті місцева церква була переведена до парафії в с. Лопіньці. На місці старої церкви в 1852 р. була побудована нова дерев'яна — Святих Петра і Павла, філіальна (парафія с. Лопінька з філіями в с. Бук, с. Тисківа Балигородського, а з 1924 року — Тіснянського деканату Перемиської єпархії). Була оновлена в 1870 р. Всередині зроблений позолочений іконостас в ХХ ст. Святиню було розграбовано на будівельні матеріали і знищено до 1947 р. Залишивсь лише фундамент і залізний надкупольний хрест. Дзвіниця була у формі будівлі 8 х 3,7 м, яка стояла на північному краю цвинтаря. Ймовірно, до дзвіниці була прибудована відспівальня. Остання дзвіниця була збудована в 1906 р. В 1915 р. на ній висіли три дзвони, один з них 1875 р. виплаву, вагою 500 кг з Перемишля з наступним текстом: "Пры пароху Василию Подолинским за войтаства Олька Манивского и провизорства Семка Фецыча старунком громади Манивский Року Божого 1875"; дзвін 1700 р., вагою 23 кг з написом: "Во имя Отца и Сына и Святого Духа Р.Б. 1700"; здвін 1679 р. вагою 16 кг з написом: "In dulcis memoria 1679". Дзвони висіли до часу переселення. Перед війною, парох о. Михал Куций за допомогою найбільшого дзвона, який називався Павел-Петро, розігнав грозові хмари, чим позбавив село від граду. Під час окупації 2 дзвони (найменших) забрали німці при відступі, а один був закопаний мешканцями на цвинтарі. Дзвіниця знищена після виселення мешканців. Від неї залишивсь лише фундамент. На цвинтарі збереглися всього два надгробки.

## Демографія
Демографічна структура станом на 31 березня 2011 року:
|          | Загалом | Допрацездатний вік | Працездатний вік | Постпрацездатний вік |
| -------- | ------- | ------------------ | ---------------- | -------------------- |
| Чоловіки | 27      | 3                  | 23               | 1                    |
| Жінки    | 14      | 1                  | 10               | 3                    |
| Разом    | 41      | 4                  | 33               | 4                    |